# (1579) Herrick
(1579) Herrick – planetoida należąca do zewnętrznej części pasa głównego asteroid okrążająca Słońce w ciągu 6 lat i 131 dni w średniej odległości 3,43 au. Została odkryta 30 września 1948 roku w Observatoire Royal de Belgique w Uccle przez Sylvaina Arenda. Nazwa planetoidy pochodzi od Samuela Herricka (1911–1974), amerykańskiego astronoma i matematyka. Przed nadaniem nazwy planetoida nosiła oznaczenie tymczasowe (1579) 1948 SB.